# والتر س. كولز
والتر س. كولز (بالإنجليزية: Walter C. Cowles)‏ هو ضابط أمريكي، ولد في 11 يوليو 1853 في فارمنغتون في الولايات المتحدة، وتوفي في 27 نوفمبر 1917.